# Абуна Феофил
Абуна Феофил (1910—1979) — второй эфиопский патриарх (полный титул: Патриарх Абиссинский и Католикос всей Эфиопии).

## Биография
29 июля 1948 года посвящён во епископа Харарского. В августе 1959 года посетил СССР.
Патриарх с 1971 года. Развивал связи с церквями Востока, пытался реформировать собственную, внедрив новые образовательные стандарты. Совершил визиты в Египет, Грецию и Турцию, а также в США. После революции 1974 года заключён марксистским режимом под стражу в 1976 году. После краткого побега, будучи выдан и возвращён в заключение, был казнён путём удушения в 1979 году.